# Campionato francese di tennis 1896
Il Campionato francese di tennis 1896 (conosciuto oggi come Open di Francia o Roland Garros) è stato la 6ª edizione del Campionato francese di tennis, riservato ai tennisti francesi o residenti in Francia. Si è svolto su campi in terra rossa del Tennis Club de Paris in Auteuil a Parigi in Francia.
Il singolare maschile è stato vinto da André Vacherot, che si è imposto sul connazionale Gérard Brosselin. Nel doppio maschile si sono imposti Francky Wardan e Wynes.

## Seniors

### Singolare maschile
André Vacherot ha battuto in finale  Gérard Brosselin con il punteggio di 6–1, 7–5.

### Doppio maschile
Francky Wardan /  Wynes hanno battuto in finale  André Vacherot /  Marcel Vacherot con il punteggio di 6–4, 8–6.